# Metke Poleuer
Metke Poleuer († 1591 in Hamburg) war eine deutsche Frau, die aufgrund des Vorwurfs der Hexerei hingerichtet wurde. Das gegen sie durchgeführte Verfahren gilt als Beispiel der frühen feministischen Forschung zur Geschichte der Hexen.

## Strafverfahren
Metke Poleuer galt als im holsteinischen sogenannte Wickersche, die als heilkundig angesehen und denen nachgesagt wurde, mittels Segensformeln Zauber bewirken oder entfernen zu können. Da dies als „ungebührliches Segnen und Böthen“ und Poleuer somit als ungläubig galt, erfolgte gegen sie eine Anklage wegen Schadenszauberei vor dem Hamburger Niedergericht. Ihre Strafverteidigung übernahm Peter Wagenick, der seine Mandantin als „schwaches Geschöpf“ darstellte, das sich habe verführen lassen. Sie habe aber auf Geheiß „guter Leute“, also angesehener Bürger, gehandelt und keinen Schaden verursacht.
Das Gericht verurteilte Poleuer zum Tod durch Verbrennen. Der Hamburger Rat, der die Funktion des städtischen Obergerichts wahrnahm, widerrief dieses Urteil nach Poleuers Urteilsschelte am 15. Januar 1591 nicht.